# 國立臺灣大學博雅教學館

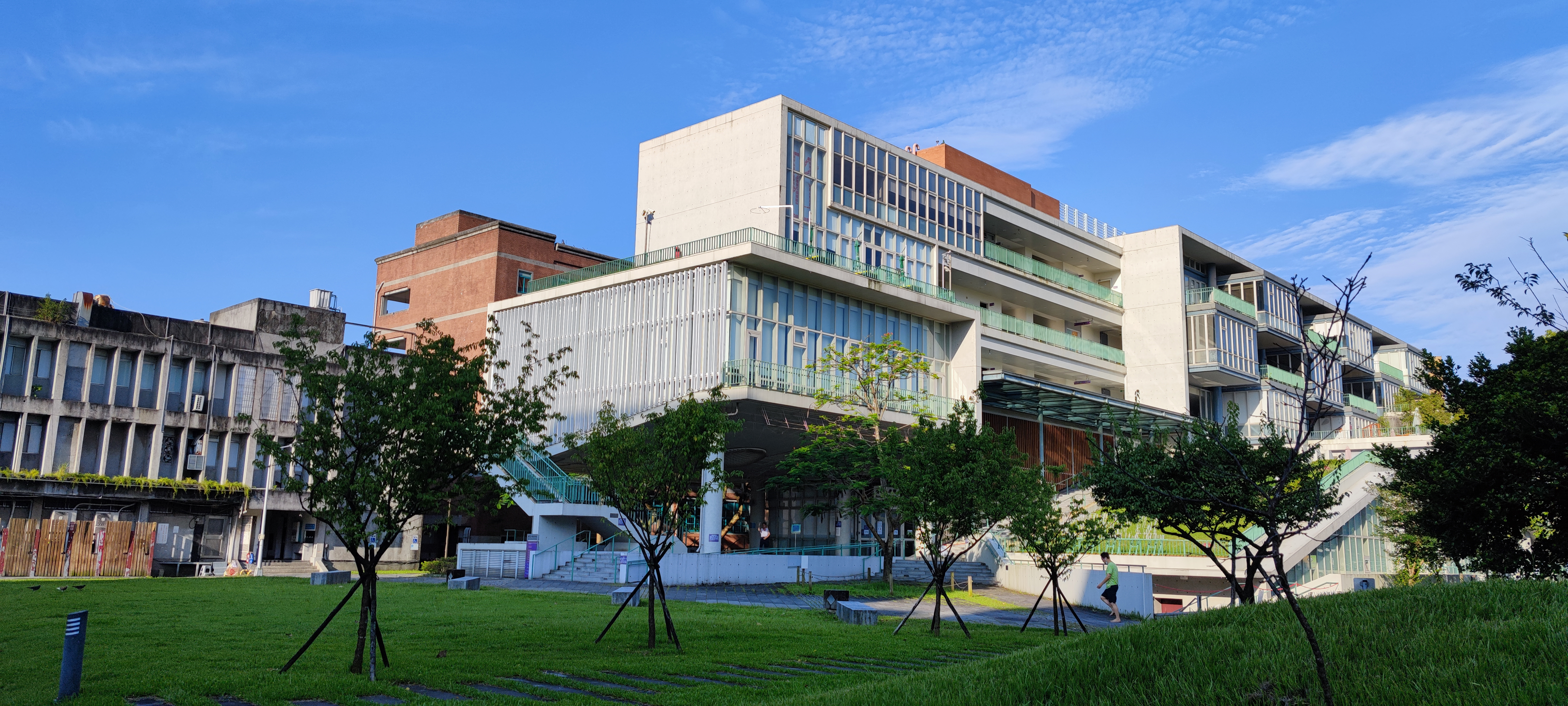
博雅教學館外觀

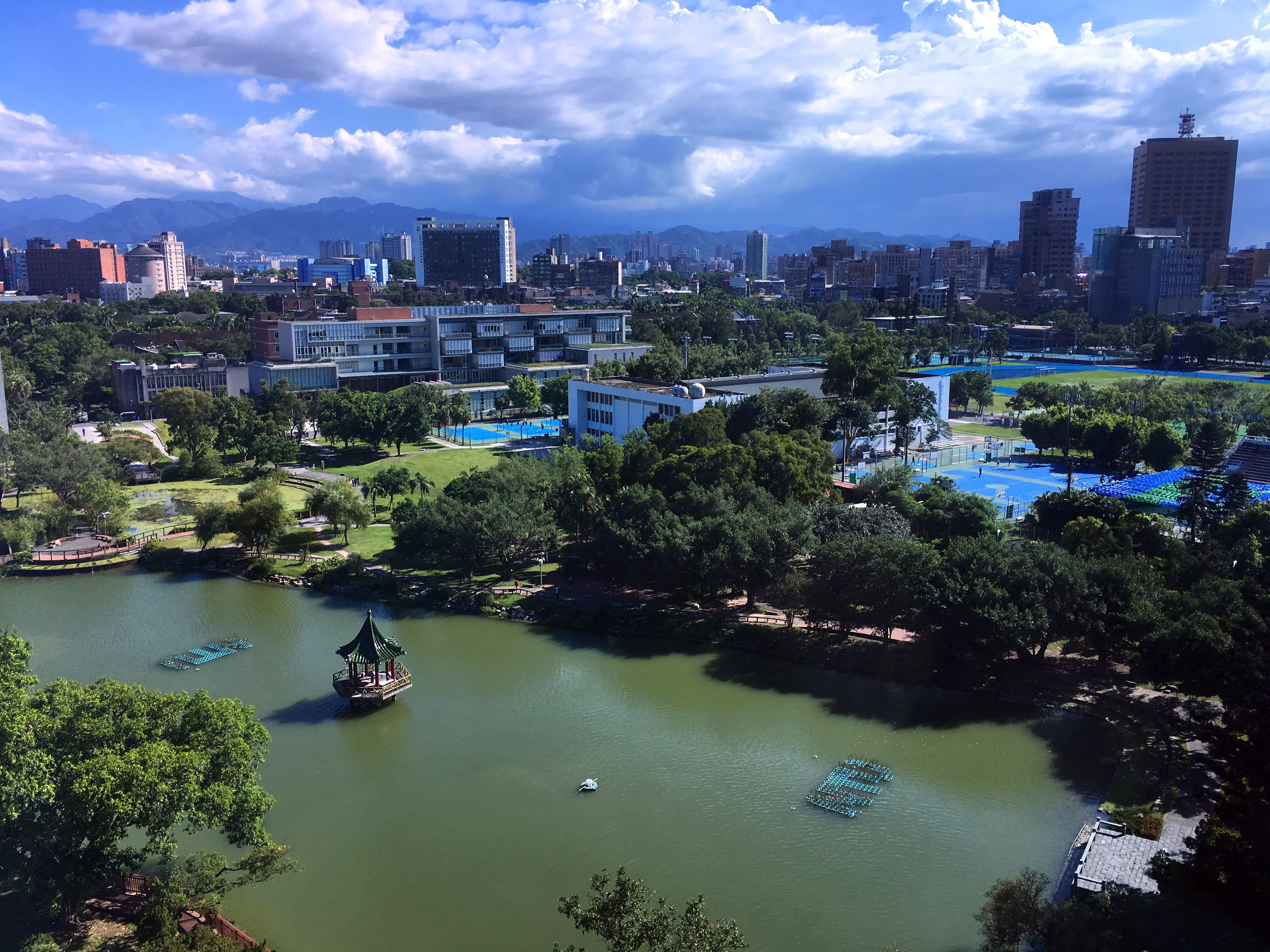
由醉月湖朝南望向博雅教學館方向的景色

國立臺灣大學博雅教學館，為國立臺灣大學五棟教學館之一。其位於醉月湖、普通教學館、垂葉榕道之間，並與普通教學館間設有空橋連通。主要為不需特殊器材之課程的授業場所，並設有教務處教學發展中心等單位。該教學館於2012年啓用，名稱經全校師生命名為「博雅教學館」。

## 樓層安排
博雅教學館為一地上五層，地下一層的建築物。

### 地下室
- 機房，控制大樓空調、發電與消防等。

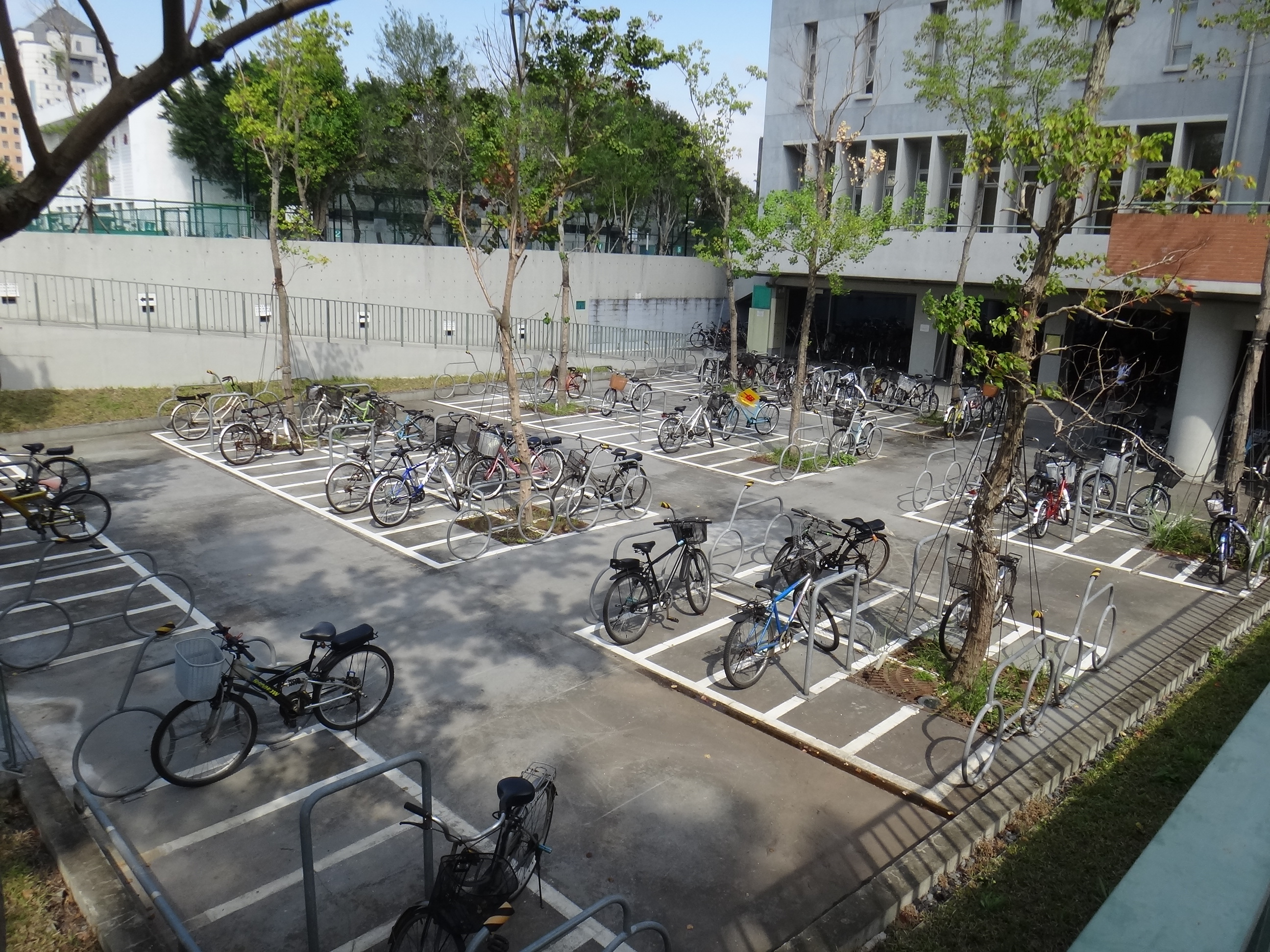
地下室腳踏車停車位

- 腳踏車停車位，估計可停750輛腳踏車。並設有兩條牽引道、一道階梯與一樓連結，以其疏解台大腳踏車問題。

### 一樓
- 出入口，西南側綠園與東側朴樹處為主要出入口，南北側也設有次要出入口。
- 東北側廣場旁大型階梯教室挑空穿廊天花板上，有於2012年9月至10月裝設公共藝術作品：由打開聯合工作室設計的《教室裡的地球》。從「世界公民」為出發點，以LED燈形成直徑3公尺的立體地球鑲嵌於天花板中央，畫面呈現地球自轉的動畫。以單消點構圖手法，透視天花板上方的教室空間，立體的鐵框架搭配平面的油漆線條，創造出奇幻的透視效果。兩者組合於空間創造立體與平面交錯的浮雕效果。[4][5][6]
- 綠色走廊，連結普通教學館的通道。
- 大型公共空間，共三處，設有沙發、桌椅等供學生自習與討論。
- 階梯教室，共三間，分別可容納440人、279人、278人，供熱門通識課（例如：白先勇教授的崑曲新美學[7]）、演講課使用。

### 二樓
- 陽台與綠帶，開放活動空間，有階梯與一樓連結，旁為草坪。
- 空橋，可連接普通教學館。
- 階梯教室，共兩間，分別容納213人、164人，供大型通識課、演講課使用。
- 討論教室，共四間，可容納20-40人，供小組討論教學使用。大量採用玻璃牆面採光，減輕小教室的壓迫感。[8]

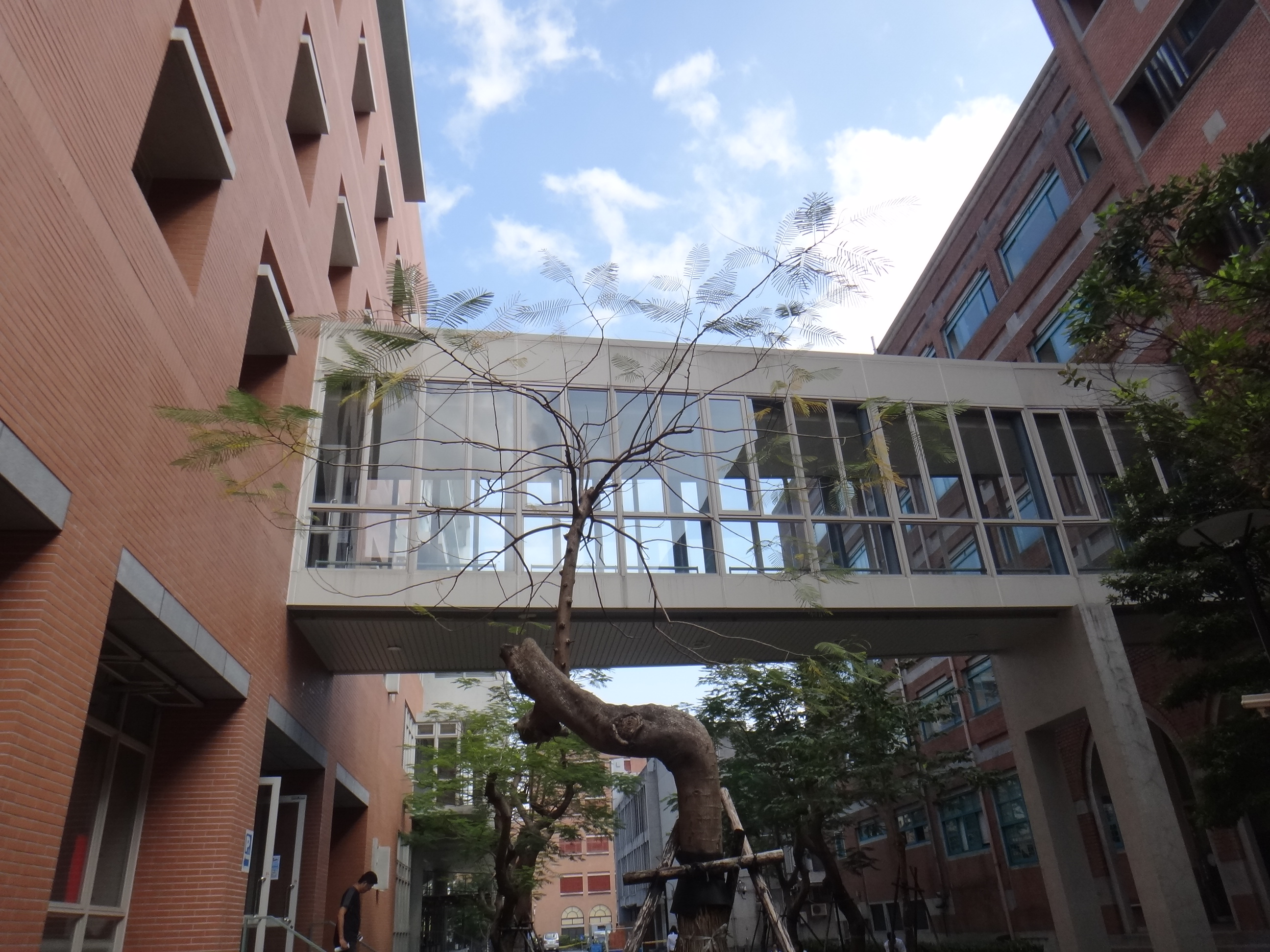
連通博雅教學館與普通教學館的空橋

### 三樓
- 階梯教室，共兩間，分別容納123人、128人，供大型通識課、演講課使用。
- 討論教室，共十間，可容納20-40人，供小組討論教學使用。
- 陽台，開放活動空間，可供學生活動使用。

### 四樓
- 討論教室，共七間，可容納20-40人，供小組討論教學使用。
- 電腦教室，共二間，分別容納24人、46人
- 學習開放空間（2013年由教學發展中心移交臺大學生會管理，是臺大校內首個由學生自治組織管理的空間）
- 統計教學中心、寫作教學中心

### 五樓
- 教學發展中心
- 共同教育中心
- 微型教學教室

## 歷史

### 緣起
博雅教學館興建計畫為行政院於2004年提出五年新臺幣五百億元的發展國際一流大學計畫（現改為「邁向頂尖大學計畫」）下，國立臺灣大學校方的一個子計畫，隸屬於基礎建設。目標為改善學校長期教學空間不足的窘境，規劃設置大型教室及研討教室等教學空間，供通識及共同科目課程大班授課與小組討論使用，解決大型教室不足之情況；另配合學校發展（邁向頂尖大學計畫中子計畫：教學卓越）需要，提供教學行政所需之空間，包含教學發展、通識教育中心等教學單位。

### 過程
- 2005年11月開始先期規劃。於2007年5月教育部審查通過先期規劃構想書。
- 2007年3月完成徵選設計、與監造建築師(境向建築師事務所) 辦理議約。同年9月完成校園規劃委員會討論通過初步設計。同年10月完成校園發展委員會討論通過初步設計。
- 2008年3月公共工程委員會核准編列預算。同年8月台北市政府核發建築執照。
- 2008年10月辦理公開招標。最後由下列團隊施工：麗明-建築、盛悅-空調、季橋-水電、韋昕-e化、台裕-傢俱、亞諾-裝修。並由境向建築師事務所與臺灣大學營繕組、課務組、事務組、體育室等負責行政與監督。[3]
- 2008年12月在將位於理學院地理系舊址（黃屋子）的台文所遷移至國青宿舍三樓、東亞文明研究中心遷移至徐州路校區、藝文中心遷至舟山路食科所對面、橄欖球隊搬到舊體地下室，與其他運動設施，如：臺大排球隊舊有的練習場地──「綠場」（因其牆面、地板皆為綠色，故稱之為「綠場」）[9]散置在紅土球場、排球場、攀岩場、單槓場等地後，拆除舊有建築物。[3]
- 2009年3月23日開工。
- 2010年2月14日獲得使用執照。12月9日水電、空調完成。同年12月27日建築工程完成，31日e化及裝修工程完成。
- 2011年2月21日，配合99學年第2學期開學，上午十一點半由李嗣涔校長率校園主管剪綵揭牌。

### 獎項
- 獲2011年台灣建築獎初選入圍。[10]
- 獲2011年台灣建築獎佳作。[11]

## 設計特色

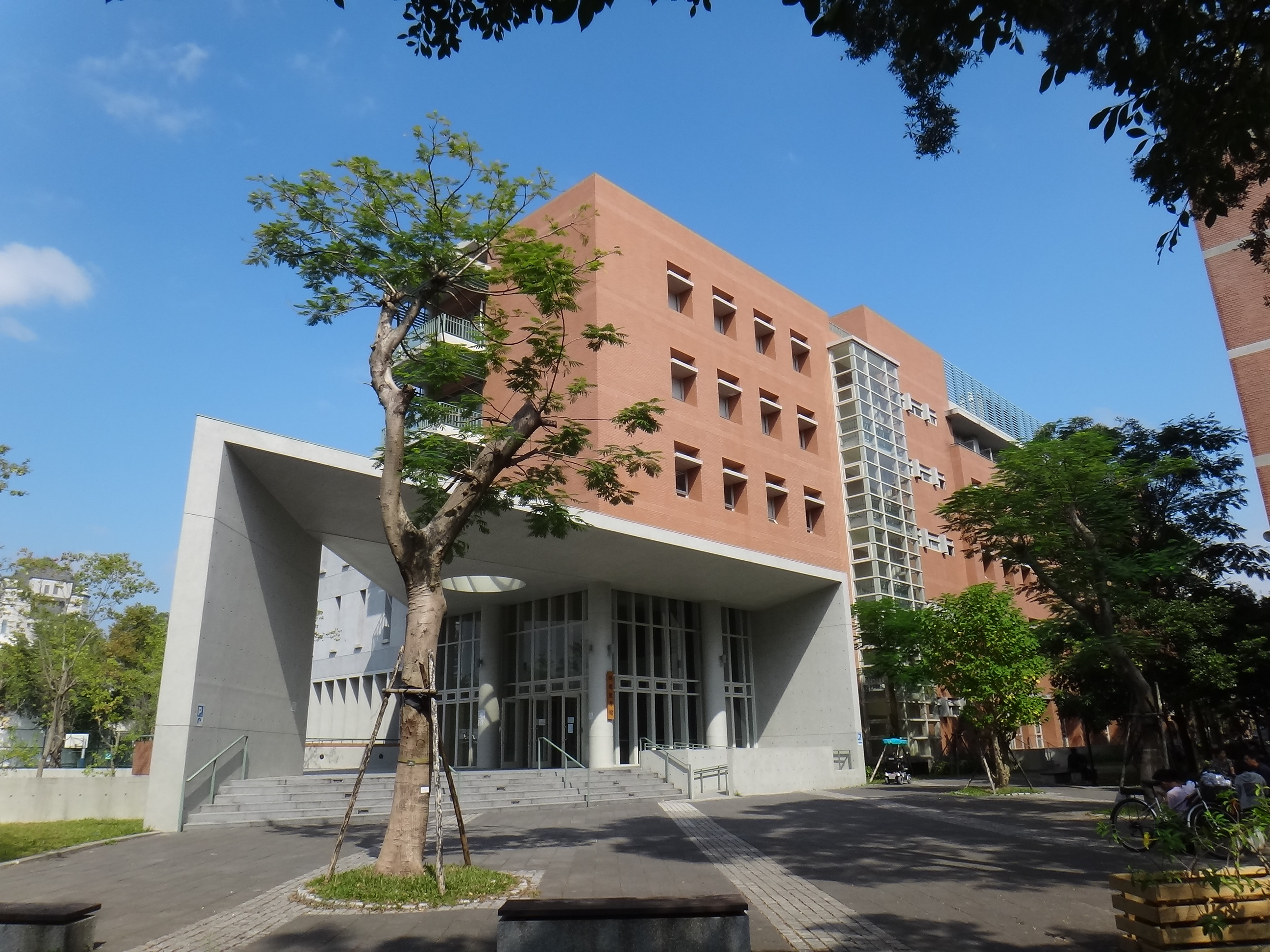
博雅教學館外觀

1. 以空橋與南側普通教學館銜接，共同形成了一整體性的教學簇群。[12]
2. 室內、外介面區帶，以門廊、戶外台階及露台等空間，提供了許多公眾使用的可能性。[12]
3. 地面層有多向次要入口，是校內公共性高的建物，建築皮層的開放特性，延續了室內、外的空間及活動。[12]
4. 討論教室桌椅位置經過特別的設計，與傳統教室面向黑板的桌椅擺置有所不同。寬大的方型桌，使學生可以面對面溝通、做作業，符合討論的需求。[8]
5. 二樓陽台木製地板有留洞口，讓從一樓生長的樹木可以自然伸展。[8]

## 問題
1. 剛啟用時，開學第一周曾經沒有無線網路可以使用。也有學生覺得部分教室插座不足（桌面並無插座，少數的插座在教室兩旁的柱子）。[8]
2. 大教室空間增加了容納人數，同時縮減座位大小。長直排位子的空間設置，讓中間的同學進出不便，而椅子本身的設計，並不利於同學向前讓位及進出。[8]
3. 腳踏車停放處設置斜坡道方便腳踏車上下，儘管學校在坡道兩側貼滿了警語，提醒騎乘斜坡道的危險並要求使用牽引的方式上下，依然有學生在坡道上奔馳，安全堪憂。[8]
4. 由教室管理系統發現其他教學大樓的空教室依然相當多，博雅大樓的使用率也並不高，尤其是討論用的小教室。以星期一為例，小教室近乎八成的時間是空的。因為討論課大多在最後一節才進行，因此被使用的時數並不多，其大量興建顯得非必要，空餘的中型教室同時可以滿足討論需求，也可以做為其他用途，實用性似乎比小教室來的好上許多。[8]

## 外部連結
- 教學發展中心（页面存档备份，存于）
- 寫作教學中心（页面存档备份，存于）
- 學習開放空間（页面存档备份，存于）